# Pizza Connection (film)
Pour l'organisation criminelle, voir Pizza Connection.
Pour les articles homonymes, voir Pizza (homonymie).
Pour plus de détails, voir Fiche technique et Distribution.
Pizza Connection est un film italien réalisé par Damiano Damiani, sorti en 1985.

## Fiche technique
- Titre français : Pizza Connection. Connu également sous le titre Sicilian Connection.
- Réalisation : Damiano Damiani
- Scénario : Damiano Damiani, Ernesto Gastaldi, Franco Marotta et Laura Toscano
- Photographie : Sebastiano Celeste
- Musique : Carlo Savina
- Pays d'origine : Italie
- Genre : drame
- Durée : 116 minutes
- Date de sortie : 1985

## Distribution
- Michele Placido : Mario Aloia
- Mark Chase : Michele Aloia
- Ida Di Benedetto : Amanda Smedile
- Simona Cavallari : Cecilia Smedile
- Massimo De Francovich : Chief Prosecutor Santa Lucia
- Renato Mori : commissaire Giovanni Astarita
- Domenico Gennaro : Armando Ognibene
- Francesco Sciacca : Nicola Schirò
- Tony Sperandeo : Vincenzo